# Torpédovka typu 1935
Torpédovka typu 1935 (jinak též třída T1) byla třída torpédovek německé Kriegsmarine z období druhé světové války. Celkem bylo postaveno dvanáct jednotek této třídy. Za války torpédovky sloužily zejména jako eskortní lodě, stíhače ponorek a minonosky. Devět jich bylo ve válce ztraceno. Jednu po válce provozovalo sovětské námořnictvo.

## Stavba
Celkem bylo postaveno dvanáct jednotek této třídy. Jejich stavba byla rovným dílem rozdělena mezi loděnice Schichau v Elbingu a Deschimag v Brémách. Do služby byly přijaty v letech 1939–1940.
Jednotky třídy:
| Jméno | Loděnice  | Založení kýlu | Spuštěna | Vstup do služby | Poznámka |
| ----- | --------- | ------------- | -------- | --------------- | --- |
| T1    | Schichau  | 1936          | 1938     | prosinec 1939   | Dne 10. dubna 1945 v Kielu potopena spojeneckým letectvem během oprav v loděnici Deutsche Werke. |
| T2    | Schichau  | 1936          | 1938     | prosinec 1939   | Dne 29. července 1944 během oprav v loděnici Deschimag v Brémách potopena americkým letectvem. Vyzvednuta, šesrotována.                                                                                               |
| T3    | Schichau  | 1936          | 1938     | únor 1940       | Dne 18. září 1940 v Le Havre potopena britským letectvem. Vyzvednuta a po opravě se do služby vrátila 12. prosince 1943. Dne 14. března 1945 severně od Helské kosy potopena minou položenou sovětskou ponorkou L-21. |
| T4    | Schichau  | 1936          | 1938     | květen 1940     | Roku 1946 předána USA a roku 1948 Dánsku, ale nezařazena do námořnictva. Sešrotována 1951. |
| T5    | Deschimag | 1936          | 1937     | leden 1940      | Dne 14. března 1945 severně od Helské kosy potopena minou položenou sovětskou ponorkou L-21. |
| T6    | Deschimag | 1937          | 1937     | duben 1940      | Dne 7. listopadu 1940 východně od Aberdeenu potopena minou. |
| T7    | Deschimag | 1937          | 1938     | prosinec 1939   | Dne 29. července 1944 během oprav v loděnici Deschimag v Brémách potopena americkým letectvem. Vyzvednuta, šesrotována.                                                                                               |
| T8    | Deschimag | 1937          | 1938     | říjen 1939      | Dne 5. května 1945 poblíž Kielu poškozena spojeneckým letectvem a následně potopena vlastní posádkou. |
| T9    | Schichau  | 1936          | 1938     | červenec 1940   | Dne 5. května 1945 poblíž Kielu poškozena spojeneckým letectvem a následně potopena vlastní posádkou. |
| T10   | Schichau  | 1936          | 1939     | srpen 1940      | Dne 18. prosince 1944 potopena spojeneckým letectvem v loděnici Deutsche Werke v Danzigu. |
| T11   | Deschimag | 1938          | 1939     | květen 1940     | Roku 1945 předána Spojenému království a roku 1946 Francii jako Bir Hakeim, ale do námořnictva nezařazena. Sešrotována.                                                                                               |
| T12   | Deschimag | 1938          | 1939     | červenec 1940   | Roku 1945 předáma Sovětskému svazu jako Podvižnyj. Sovětským námořnictvem využíván jako testovací plavidlo. Sešrotována 1957.                                                                                         |

## Konstrukce

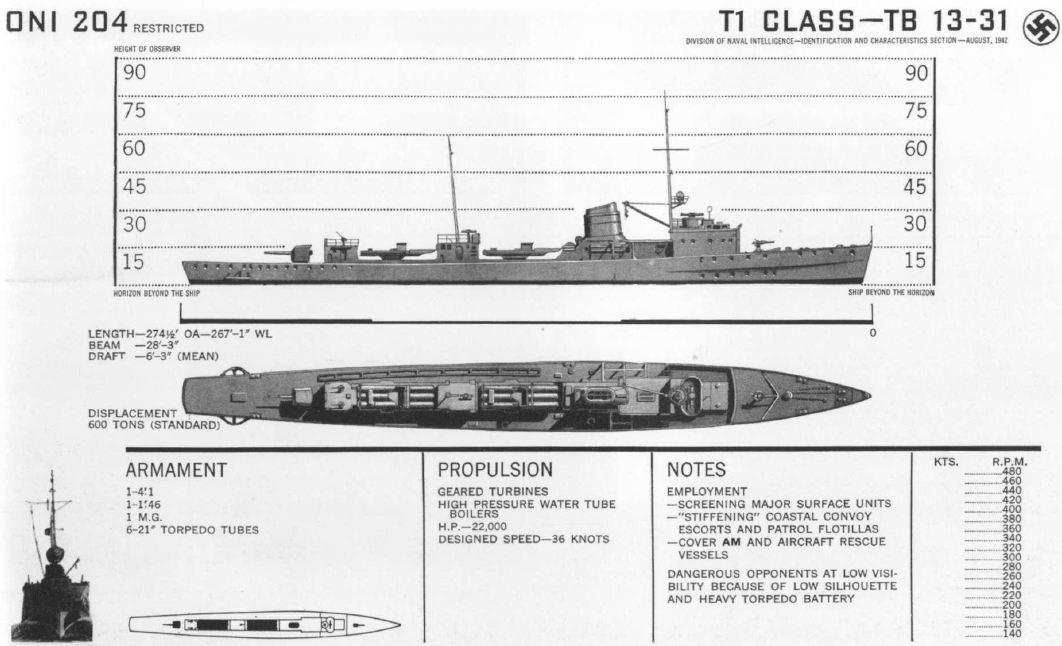
Ilustrace vzhledu plavidel

Výzbroj tvořil jeden 105mm kanón ve věži na zádi, tři 20mm kanóny v jednohlavňové lafetaci a dva otočné trojité 533mm torpédomety, umístěné v ose trupu. Doplňovaly je dva vrhače hlubinných pum se zásobou 32 kusů. Unést mohly až 30 námořních min. Pohonný systém tvořily čtyři kotle Wagner a dvě parní turbíny Wagner o výkonu 31 000 hp, pohánějící dva lodní šrouby. Nejvyšší rychlost dosahovala 35,5 uzlu. Dosah byl 1070 námořních mil při rychlosti 19 uzlů.

### Modifikace
Roku 1941 byla u sedmi torpédovek (T2, T4, T7, T9–12), pro zlepšení nautických vlastností, prodloužena příď. Poté byla jejich celková délka 87,1 metru. Na přídi tím vznikl prostor pro jeden 37mm kanón. Během války byla výzbroj plavidel modifikována. Zejména byla posílována hlavňová výzbroj a naopak torpédová redukována na jeden torpédomet. Zároveň byla plavidla vybavena radary (FuMO 28, FuMO 63) a další elektronikou (FuMB 4 Sumatra, FuMB 6 Palau).